# Блосберг (Пенсилванија)
Блосберг (енгл. Blossburg) град је у америчкој савезној држави Пенсилванија.

## Демографија
По попису из 2010. године број становника је 1.538, што је 58 (3,9%) становника више него 2000. године.
| Група             | 2000.         | 2010.         |
| Белци             | 1.462 (98,8%) | 1.500 (97,5%) |
| Афроамериканци    | 4 (0,3%)      | 2 (0,1%)      |
| Азијати           | 1 (0,1%)      | 6 (0,4%)      |
| Хиспаноамериканци | 8 (0,5%)      | 20 (1,3%)     |
| Укупно            | 1.480         | 1.538         |